# Internet Protocol over Avian Carriers

Eine Brieftaube kann IP-Pakete übermitteln.

Das Internet Protocol over Avian Carriers (IPoAC), deutsch etwa Internet-Protokoll mittels gefiederter Träger, ist ein scherzhaftes Netzwerkprotokoll für drahtlose Punkt-zu-Punkt-Verbindungen mittels Brieftauben.

## Geschichte
Es wurde ursprünglich am 1. April 1990 im RFC 1149 spezifiziert und am 1. April 1999 im RFC 2549 um eine QoS-Komponente erweitert. Ein Versuch zur tatsächlichen Umsetzung der als Aprilscherz gedachten RFC fand am 28. April 2001 in Norwegen statt. Dabei wurden neun Pakete über eine Distanz von fünf Kilometer gesendet. Jedes dieser Pakete wurde von einer Taube innerhalb von zwei Stunden transportiert und stellte eine Datenübertragung in Form eines Pings dar. Jedoch gingen fünf der neun Antworten auf dem Weg verloren, was einem Verlust von ca. 56 % entspricht.
Mit RFC 6214 (1. April 2011) wurde der IPoAC-Standard erweitert, um IPv6-tauglich zu werden.

## Beschreibung
In der Spezifikation des Verfahrens werden Vorteile und Nachteile aufgezählt. Der experimentelle Standard verspricht angeblich hohe Latenz bei geringem Durchsatz. Wegen der 3D-Routing-Fähigkeiten der Brieftauben könnten gleichzeitig beliebig viele Pakete unterwegs sein, die sich, im Gegensatz zu herkömmlichen Netzwerkleitungen, nicht wesentlich beeinflussen. Als Vorteil gegenüber verbreiteten Methoden wie Packet Radio wird zudem angeführt, dass die Reichweite durch die Topografie praktisch nicht beeinflusst wird. Da das Internet-Protokoll Paketverluste selbstständig ausgleichen kann, ist der Verlust eines Pakets zu verkraften. Nicht zu vernachlässigen sei, dass die Tauben selbstständig Würmer und anderes Ungeziefer attackieren können und sich zudem selbst reproduzieren. Nachteilig ist, dass nur Punkt-zu-Punkt-Verbindungen zwischen zwei genau vorherbestimmten Orten möglich sind.

## Protokoll-Spezifikation
Die von der UNIX-Usergruppe in Bergen ausgeführte Übertragung ergab folgende Charakteristik für die ICMP-Schicht:
```
Script started on Sat Apr 28 11:24:09 2001
vegard@gyversalen:~$ /sbin/ifconfig tun0
tun0      Link encap:Point-to-Point Protocol
          inet addr:10.0.3.2  P-t-P:10.0.3.1  Mask:255.255.255.255
          UP POINTOPOINT RUNNING NOARP MULTICAST  MTU:150  Metric:1
          RX packets:1 errors:0 dropped:0 overruns:0 frame:0
          TX packets:2 errors:0 dropped:0 overruns:0 carrier:0
          collisions:0
          RX bytes:88 (88.0 b)  TX bytes:168 (168.0 b)

vegard@gyversalen:~$ ping -c 9 -i 900 10.0.3.1
PING 10.0.3.1 (10.0.3.1): 56 data bytes
64 bytes from 10.0.3.1: icmp_seq=0 ttl=255 time=6165731.1 ms
64 bytes from 10.0.3.1: icmp_seq=4 ttl=255 time=3211900.8 ms
64 bytes from 10.0.3.1: icmp_seq=2 ttl=255 time=5124922.8 ms
64 bytes from 10.0.3.1: icmp_seq=1 ttl=255 time=6388671.9 ms

--- 10.0.3.1 ping statistics ---
9 packets transmitted, 4 packets received, 55% packet loss
round-trip min/avg/max = 3211900.8/5222806.6/6388671.9 ms
vegard@gyversalen:~$ exit

Script done on Sat Apr 28 14:14:28 2001

```